# Soosiulus mirus
Soosiulus mirus är en insektsart som beskrevs av Young 1977. Soosiulus mirus ingår i släktet Soosiulus och familjen dvärgstritar. Inga underarter finns listade i Catalogue of Life.